# セディーユ
セディーユ（仏: Cédille）（¸、◌̧）は、ラテン文字を用いるいくつかの言語で c などの特定の文字の下部に付加される区分符号の一種。
フランス語のセディーユのほか、ポルトガル語のセディリャ（Cedilha）、英語のセディラ（Cedilla）などの呼び方も用いられる。
JIS X 0213における日本語名称はセディラ。

## 概要

CとZ(Ʒ)の合字からセディーユへの変化

中世スペイン語で、ラテン語の ce や ci がケ・キの発音からツェ・ツィの発音に移行したことで、元のラテン語にない [ts] という子音が生まれた。この子音が a・o・u という母音と結びついてツァ・ツォ・ツの発音になる場合を記述するための文字çが考案され、その後フランス語・ポルトガル語・カタルーニャ語など周辺の言語でも使われるようになった。スペイン語におけるZの指小語「Zedilla→（綴字法則により）Cedilla」、すなわち「小さいƷ（Z）」にちなみ「セディーユ」と呼ばれる。
スペイン語ではその後、もともとザ行 [dz] の発音だった z がツァ行の発音に、そしてその後英語の th に似た発音（を経てアンダルシアや中南米では s と同じ発音）に変化したためにセディーユが不要となり、昔はセディーユで記されていた単語が現在では z を使って記述されるようになったが、フランス語・ポルトガル語およびカタルーニャ語ではこの文字が現在でも使われ続けている。

## セディーユに似た記号
ポーランド語などに使われるオゴネクは、よく似ているが別の記号である。
ルーマニア語では s および t に、セディーユではなく下付きのコンマ（コンマビロー）を付加した文字（Ș, Ț）を用いる。ただし、フォントによってはセディーユをコンマビローのようにデザインすることがあり（その逆も）、その場合は外見上区別がつかない。セディーユつきの字で代用されることが今もよくある。

## 各言語における用法

### ラテン・アルファベット
フランス語、ポルトガル語、カタルーニャ語
ç を用いる。これらの言語の正書法では、c は e や i の前以外では [k] と読まれるため、[s] で発音されることを示すために用いられる。
フランス語の例: France 「フランス」に対して français 「フランス語」、François 「フランソワ」（人名）
トルコ語、アゼルバイジャン語、トルクメン語、タタール語
ç, ş を用いる。それぞれ [tʃ], [ʃ] を表す。
アルバニア語
ç を用いる。[tʃ] を表す。
ラトビア語、ラトガリア語
ģ, ķ, ļ, ņ を用いる。それぞれ口蓋化した [ɟ], [c], [ʎ], [ɲ] を表す。通常は下つきのコンマのように見える。古い正書法では ŗ も使っていた。
リヴォニア語
ḑ, ţ, ļ, ņ, ŗ を用いる。それぞれ口蓋化した [ɟ], [c], [ʎ], [ɲ], [rʲ] を表す。
マーシャル語
ļ, m̧, ņ, o̧ を用いる。ļ, m̧, ņ はそれぞれ軟口蓋化した [lˠ], [mˠ], [nˠ] を表す。o̧ は [ɒ] を表す。
ほかに、クルド語のハワル式ラテン文字表記では ç, ş を使用する。また、カメルーン諸言語の汎用アルファベット(en)では、母音字の下にセディーユを置くことで鼻母音を表す。

### キリル・アルファベット
チュヴァシュ語
ҫ を使用する。[ɕ] を表す。
バシキール語
ҙ, ҫ を使用する。それぞれ [ð], [θ] を表す。

## 音声記号
国際音標文字では、[ç] を無声硬口蓋摩擦音の記号として用いている。セディーユを単独の補助記号として用いることはない。

## 符号位置
| 記号 | Unicode | JIS X 0213 | 文字参照              | 名称              |
| ---- | ------- | ---------- | --------------------- | ----------------- |
| ¸    | U+00B8  | 1-9-15     | &cedil; &#xB8; &#184; | セディラ CEDILLA  |
| ̧     | U+0327  | -          | &#x327; &#807;        | COMBINING CEDILLA |

| 大文字 | Unicode | JIS X 0213 | 文字参照               | 小文字 | Unicode | JIS X 0213 | 文字参照               | 備考                                                                     |
| ------ | ------- | ---------- | ---------------------- | ------ | ------- | ---------- | ---------------------- | ------------------------------------------------------------------------ |
| Ç      | U+00C7  | 1-9-30     | &Ccedil; &#xC7; &#199; | ç      | U+00E7  | 1-9-61     | &ccedil; &#xE7; &#231; | フランス語、トルコ語など                                                 |
| Ḉ      | U+1E08  | -          | &#x1E08; &#7688;       | ḉ      | U+1E09  | -          | &#x1E09; &#7689;       |                                                                          |
| Ḑ      | U+1E10  | -          | &#x1E10; &#7696;       | ḑ      | U+1E11  | -          | &#x1E11; &#7697;       | リヴォニア語                                                             |
| Ȩ      | U+0228  | -          | &#x228; &#552;         | ȩ      | U+0229  | -          | &#x229; &#553;         |                                                                          |
| Ḝ      | U+1E1C  | -          | &#x1E1C; &#7708;       | ḝ      | U+1E1D  | -          | &#x1E1D; &#7709;       |                                                                          |
| Ģ      | U+0122  | -          | &#x122; &#290;         | ģ      | U+0123  | -          | &#x123; &#291;         | ラトビア語 小文字のgには回転したコンマを上部に配置する（上付き逆コンマ） |
| Ḩ      | U+1E28  | -          | &#x1E28; &#7720;       | ḩ      | U+1E29  | -          | &#x1E29; &#7721;       |                                                                          |
| Ķ      | U+0136  | -          | &#x136; &#310;         | ķ      | U+0137  | -          | &#x137; &#311;         | ラトビア語                                                               |
| Ļ      | U+013B  | -          | &#x13B; &#315;         | ļ      | U+013C  | -          | &#x13C; &#316;         | ラトビア語                                                               |
| Ņ      | U+0145  | -          | &#x145; &#325;         | ņ      | U+0146  | -          | &#x146; &#326;         | ラトビア語                                                               |
| Ŗ      | U+0156  | -          | &#x156; &#342;         | ŗ      | U+0157  | -          | &#x157; &#343;         | リヴォニア語                                                             |
| Ş      | U+015E  | 1-10-7     | &#x15E; &#350;         | ş      | U+015F  | 1-10-19    | &#x15F; &#351;         | トルコ語など                                                             |
| Ţ      | U+0162  | 1-10-39    | &#x162; &#354;         | ţ      | U+0163  | 1-10-55    | &#x163; &#355;         | ルーマニア語、セム語派諸語のラテン文字転写                               |